# Havarija na jalovištu Stava
Udes na jalovištu Stava dogodio se 19. jula 1985. godine u selu Stava blizu Tezera u Severnoj Italiji. Proboj dva nasipa na jalovištu doveo je do izlivanja velike količine otpadnog materijala koji je usmrtio 268 ljudi, uništio 63 zgrade i 8 mostova. Havarija ovih razmera opisana je kao jedna od najvećih koja je ikada zadesila Italiju.
Proboj na prvom nasipu direktno je izazvao udes na drugom nasipu. Procenjuje se da je oko 180.000 m3 mulja, peska i vode uliveno u rečni tok reke Stava odakle je dalje transportovan rekom Avizio. 

## Uzrok
Drenažna cev koja je trebalo da evakuiše vodu sa jalovišta je oštećena usled težine prethodno deponovanih slojeva što je dovelo do nepravilnog rada drenaže. U međuvremenu sve operacije su nastavljene normalno i nivo vode na jalovištu se konstantno povećavao što je dovelo do povećanja pritisaka na jalovišnu branu i njenog pucanja. Voda koja se izlila je zatim ugrozila drugu jalovišnu branu koja se nalazila na nižoj koti i izazvala njeno rušenje 30 sekundi kasnije. 
U junu 1992. godine 10 ljudi je krivično odgovaralo za nastanak havarije.